# Мишель, Луиза
Луи́за Мише́ль (фр. Louise Michel; 29 мая 1830 1830, Вронкур-ла-Кот, Королевство Франция — 9 января 1905, Марсель, Третья французская республика) — французская революционерка, учительница, писательница, поэтесса. Основала и возглавляла либертатную школу. Вместе с Жорж Санд являлась одной из немногих женщин XIX века, носивших мужскую одежду из-за своих феминистских взглядов.

## Биография

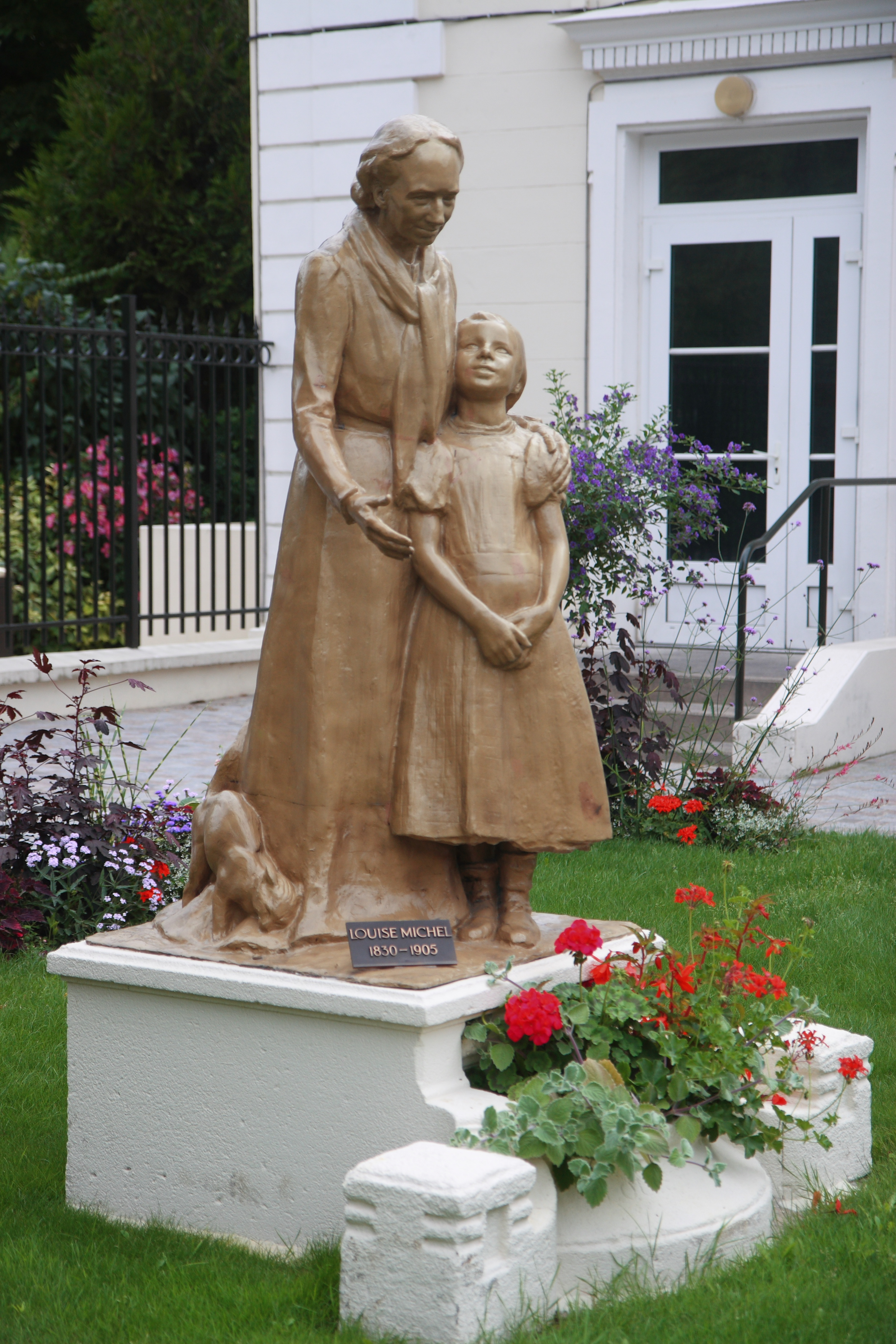
Памятник Луизе Мишель. 1906. Бронза. Леваллуа-Перре

Луиза Мишель родилась 29 мая 1830 года в деревне Вронкур (департамент Верхняя Марна) незаконнорождённой дочерью Марианны Мишель, служанки адвоката Шарля Демаи, хозяина замка во Вронкуре, и, предположительно, сына хозяина замка — Лорана Демаи, который вскоре после рождения девочки уехал, а затем женился. Шарль Демаи был последователем Вольтера, Жан-Жака Руссо и философов-энциклопедистов XVIII века. Он взял Луизу к себе, чтобы воспитать её. В результате Луиза рано научилась читать, училась музыке, рисованию. Она быстро усвоила целый ряд предметов школьного курса, пользуясь учебниками своего кузена Жюля. Она была сильно оскорблена за свой пол. Когда Жюль похвалил её, сказав, что «среди девочек она редкий феномен», Луиза в гневе разбила о его голову свою самодельную лютню.
С 1856 года Луиза Мишель преподавала в школах Парижа. Посещала революционные кружки, была тесно связана с бланкистами. Участвовала в восстаниях 31 октября 1870 и 22 января 1871 года против «Правительства национальной обороны». Была активной участницей Парижской Коммуны 1871 года, на баррикадах которой получила прозвище «Красная дева Монмартра». После падения Коммуны была арестована и предана военному суду. В 1873 году сослана в Новую Каледонию вместе с Натали Лемель; в городе Нумеа Мишель открыла школу. Оказывая поддержку местному племени канаков, она попыталась обучать их и, в отличие от других членов коммуны, взяла их сторону в восстании 1878 года. Даже послала главарю восстания Атаи часть своего шарфа. После амнистии 1880 года вернулась и участвовала в рабочем движении.
Пропагандировала идеи анархизма, являлась сторонницей Бакунина и Кропоткина. В 1883 году вновь была арестована за участие в уличных беспорядках (9—11 марта), во время которых она подзадоривала толпу к разграблению лавок. Мишель была приговорена к 6 годам тюремного заключения, но 1886 амнистирована. В 1890 году она была вновь арестована, за призыв к бунту в речи, произнесенной в Лионе, но на основании заключения врачей посажена в заведение для душевнобольных.
В 1890—1895 годах жила в эмиграции в Лондоне. В последние годы жизни интересовалась русским революционным движением, приветствовала начавшуюся в Российской империи революцию.